# テディー・ライリー
テディー・ライリー（英語名:Teddy Riley、1967年10月8日 - ）は、アメリカ合衆国のR&B系作曲家、ミュージシャン、音楽プロデューサー、ミキサー。
1980年代後半に、ニュージャックスウィングと呼ばれる独自のサウンドを確立させ、ソウル・チャートでのヒットの他、一部の曲はポップ・チャートにクロスオーバー・ヒットさせた。ゴーゴー、R&B、ファンク、ヒップホップなど、複数のスタイルをまとめスウィング・ビートにのせた音楽は当時斬新だった。また他のアーティストに対するソングライター・プロデューサーとしての活動だけでなく、ガイなどのように自身がミュージシャンとして前面に出る場合もあった。他の作曲家が作曲した曲のリミックスも数多く手がける。ザップのロジャー・トラウトマン同様にトークボックスを巧みに使いこなす。

## 来歴
ニューヨーク州ハーレム生まれ。本名はエドワード・シオドア・ライリー（Edward Theodore Riley）。
10代からミュージシャン／プロデューサーとして活動しており、12歳の時には既にキッズ・アット・ワークというグループに参加してデビューを果たしていた。その後、ラップのクール・モー・ディーをプロデュースした。テディが有名になったのは1987年発表のキース・スウェット「アイ・ウォント・ハー」が翌年にヒットしたことによる。1988年にはボビー・ブラウンのセカンド・アルバムに参加（クレジットはジーン・グリフィン名義）。この大ヒットにより、一躍人気プロデューサーの仲間入りを果たす。自らもアーロン・ホール、ティミー・ギャトリング（後にダミオン・ホールと交代）と共にガイというグループを結成し、高い人気を獲得した他、ビッグ・ダディ・ケイン、ジョニー・ケンプ、デイジャ、スターポイント、ナヨービ、アブストラック、ヘヴィ・D & ザ・ボーイズ、ボーイ・ジョージ、ジェームス・イングラムらの制作も行い、花形プロデューサーとなった。なおロブ・ベイスは、自身の代表曲にテディーは関与していないと証言している。
テディーが確立した斬新なスタイルのサウンドは「ニュージャックスウィング（NJS）」と呼ばれ、一大ブームを巻き起こし、後のミュージシャンやカイル・ウエスト、ザン、テイミー・ガトリング、アルトン・ウィーキー・スチュアートらのプロデューサーに影響を与えた。ニュージャックスウィングのブームは1988年ごろから、最も長くとらえれば1993年ごろまで続いた。彼は1980年代後半には、ジャム&ルイス、LA & ベイビーフェイスらと共に、トップ・プロデューサーとして多くの楽曲を世に送りだした。この時期には、実質マネージャーであるジーン・グリフィンとコンビで「G.R.Production」として活動していたが、やがて制作の主導権や、ギャラの配分を巡って対立。喧嘩別れのような形でコンビを解消することになった。その後、テディーは活動の拠点をニューヨークからヴァージニアに移し、自らのスタジオを設立した。
1992年、マイケル・ジャクソンなどのプロデュースを行い「リメンバー・ザ・タイム」をヒットさせた。やがてNJSブームは1994年ごろには退潮傾向となり、ガイとしての活動も停滞してしまう。その後、新グループのブラックストリートを結成し、アルバムを発表。ガイのサウンドからはやや変化させ、スウィング・ビートだけでなく、コーラスワークも活用したアルバム制作で、新たな人気を獲得した。1996年のドクター・ドレーとのシングル「ノー・ディギティ」は、全米ナンバー1の大ヒットとなった。ブラックストリートは1999年までに3枚のアルバムを発表し、グループとしてグラミー賞を獲得したが、サード・アルバム発表後にメンバー間の対立が表面化して活動停止を余儀なくされる。
1999年、ガイとして活動を再開、2000年にアルバムを発表するが、これは商業的には振るわず、ガイは再び活動休止状態に陥る。2000年にはメラニーBのアルバムをプロデュースした。2003年にはブラックストリートのメンバーと和解して4枚目のアルバムを発表するが、これも大ヒットには至らずに終わる。この間も、プロデューサーとしては旺盛な活動を続けており、数多くのアーティストのアルバムやシングルを手がけている。
2006年、自らのグループ、ガイとブラックストリートを共に復活させ、ニュー・エディション、SWVなどと共に「New Jack Reunion」ツアーを全米で敢行した。同時期に、ガイとブラックストリート両方のニュー・アルバムをレコーディング中と一部で伝えられたが、この時期には発表されていない。同年、アトランタに新スタジオを設立し、新たな活動拠点とした。
2008年、落雷による火事で、ヴァージニア州のスタジオは焼失してしまった。
2009年4月25日、アトランタで開催されたDJイベント「The Core DJ Retreat」のパネルディスカッションにおいて、ガイとブラックストリートのメンバーを伴って出席、両グループの復活とニュー・アルバムの制作を発表した。

## プロデュースした主な音楽家
| - ガイ（曲「グルーブ・ミー」ほか） - キース・スウェット（(曲「アイ・ウォント・ハー」） - ビッグ・ダディ・ケイン（(曲「アイ・ゲット・ザ・ジョブ・ダン」） - クール・モー・ディー（曲「アイ・ゴー・トゥ・ワーク」） - ジョニー・ケンプ - ボビー・ブラウン（曲「マイ・プリロガティブ」） - ブラックストリート（曲「ベイビー・ビー・マイン」） - Wrecks-N-Effect（曲「ニュージャックスウィング」） - ヘヴィ・D & ザ・ボーイズ（曲「サムバディ・フォー・ミー」） - Abstrac'（曲「ライト＆ハイプ」） - ジョディ・ワトリー - 安室奈美恵 - 少女時代 - ナヨービ - タミー・ルーカス - ピュア・ソウル - バッド・ラビッツ - メラニーB - レイ・ロック&KC (1986年) - マリオ - マイア - アメリー - ビッグ・バブ（元トゥディ） - ブラックガール (1994年) ※リミックスのみ - ボーイ・ジョージ - ブランディ - ブリンキー・ブランク - シェリル・リン - クイーン・ペン&チコ・デバージ - デイヴ・ホリスター - デヴィッド・ピーストン（リミックスのみ担当） - Deja - ダグ・E・フレッシュ - ドクター・ドレ | - エターナル - EXO（韓国、中国） - Full Of Harmony（日本） - ファーザーMC - フォクシー・ブラウン - グレン・ジョーンズ - ヘザキア・ウォーカー(ゴスペル） - ハイ・ファイヴ（曲「アイ・ライク・ザ・ウェイ」） - ジャクソンズ - ジェームス・イングラム - ジェーン・チャイルド（曲「ドント・ワナ・フォーリン・ラブ」） - パク・ジェボム（韓国） - ジェイ・Z - DJ・ジャジー・ジェフ&ザ・フレッシュ・プリンス - ジョナサン・バトラー - ジョー - K-Ci & JoJo - クール・アンド・ザ・ギャング - LL・クール・J - メアリー・J. ブライジ - メイス - M.C.ハマー - MCライト - マイケル・ジャクソン - Mhiro (MIHIRO～マイロ～） - モニファ - ネイト・ドッグ - ニュー・キッズ・オン・ザ・ブロック - イン・シンク - パティ・ラベル | - ポジティブK - クィーン・ラティファ - R・ケリー - RaNia（韓国） - レッドヘッド・キングピン & The F.B.I. - サミュエル - SHINee - ソウル・II・ソウル - スパイダーD. - スターポイント - SWV - タラル・ヒックス - トゥデイ - トニー・トンプソン - Tony! Toni! Tone! - トゥループ - アッシャー - ウィー・パパー・ガール・ラッパーズ (1988年) - ホイットニー・ヒューストン - ワイナンズ（曲「イッツ・タイム」） |